# Luna 9
Luna 9 bila je sovjetska i prva letjelica koja se meko spustila na Mjesec 1966. Luna 9 bila je lansirana 31. siječnja 1966. g. s pomoću višestepene rakete-nosača ukupne mase oko 300 tona. Sama Luna 9 imala je masu od 1.583 kg i do Mjeseca je putovala tri i pol dana. 3. veljače u 18 sati i 45 min. po našem vremenu letjelica se spustila u prostranoj Mjesečevoj ravnici nazvanoj More Oluja. Bilo je 7 komunikacijskih sesija sa stanicom, čije je trajanje bilo više od 8 sati. Za vrijeme komunikacijskih sesija, Luna 9 je prenosila panoramske slike mjesečeve površine u blizini mjesta slijetanja. Luna 9 funkcionirala je 3 dana, dok nije bila istrošena električna energija iz njenih kemijskih akumulatora. Zadnje snimke emitirala je 6. veljače.
Prije nego što je sletjela na Mjesec, i sovjetski i američki znanstvenici smatrali su da će Mjesečeva površina biti previše meka da bi svemirska letjelica mogla sletjeti - bojali su se da će mjesečeva površina biti prekrivena nekakvim dubokim, prašnjavim živim blatom koje će potonuti svatko tko sleti. Luna 9 pokazala je da je tlo čvrsto i to je bila izuzetno važno otkriće.

## Slijetanje
Na 8.300 km udaljenosti od Mjeseca započeo je manevar orijentacije letjelice. Ona je zauzela određeni položaj u prostoru, raketnim motorom za kočenje okrenuta prema Mjesecu. Na visini od 75 km, prema signalu radiovisinomjera, bio je aktiviran glavni raketni motor. U tom trenutku Luna 9 jurila je brzinom od 2.600 metara u sekundi. S obzirom na to da Mjesec nema atmosferu, ta velika brzina može se smanjiti gotovo na nulu samo s pomoću raketnog pogona. To je osnovna razlika od spuštanja svemirskih letjelica na Zemlju ili napr. na planet Veneru. Umjesto padobrana, Mjesečeva letjelica mora nositi znatne količine raketnog goriva. Jedina olakšica sastoji se u tome što Mjesečeva letjelica ne treba imati aerodinamički oblik a također nema teški toplinski štit za zaštitu od zagrijavanja.
Za samo 48 sekundi Luna 9 je pomoću raketnog motora smanjila brzinu na svega nekoliko metara u sekundi. Tada se našla nekoliko metara iznad Mjesečevog tla. U tom trenutku, kapsula sa znanstvenom opremom ukupne mase 100 kg odvojena je od tijela letjelice da bi slobodno pala na površinu. Kapsula je predstavljala minijaturnu automatsku Mjesečevu stanicu. Imala je približno oblik kugle promjera oko 60 centimetara. Četiri minute poslije spuštanja, četiri školjkaste antene na kapsuli otvorene su poput latica cvijeta. Otvaranjem ovih antena, koje su se oslanjale na Mjesečevo tlo, kapsuli je bio omogućen položaj neophodan za rad. Otvorene su i 4 štapne antene, a signali, emitirani na Zemlju, bili su dokaz da je aluniranje uspješno završeno. Sljedećeg dana, naredbom sa Zemlje, bila je aktivirana panoramska televizijska kamera, koja je smještena na gornjoj strani kapsule. Zahvaljujući rotaciji objektiva kamere, snimljena je Mjesečeva površina 360 stupnjeva naokolo. 
Tako je na Zemlju bio upućen prvi panoramski snimak s Mjesečeve površine. Ljudi su prvi put vidjeli kako izgleda Mjesečevo tlo gledano s daljine od pola metra. Masa kamere iznosila je oko 1 kg a pri radu kamera je trošila samo 2,5 W električne energije. Najmanji predmeti uočljivi na snimcima imali su dimenzije od oko jednog milimetra. Udaljenost obzora na snimcima iznosila je jedan do jedan i pol kilometar. Na mjestu spuštanja bilo je jutro. Sunčeve zrake padale su pod kutom od 7 stupnjeva pa su neravnine imale dugačke sjene.  
Na temelju snimaka s Lune 9 utvrđeno je da je Mjesečeva površina dosta neravna i da je u blizini mjesta spuštanja mnogo rasutog kamenja promjera do 20 centimetara. Ljudi su dobili pouzdanu informaciju o tome da osobine Mjesečevog tla omogućavaju sigurno pristajanje svemirskih letjelica pa prema tome i iskrcavanje ljudske posade. Naime, bilo je skeptika koji su pretpostavljali kako će svemirska letjelica na Mjesecu utonuti u duboki sloj prašine, što je konačno bilo opovrgnuto.

## Vanjske poveznice
- Panorame Lune 9